# Hildesheimer Blindenmission
Die Hildesheimer Blindenmission e.V. (HBM) ist ein als gemeinnützig anerkannter Verein mit Sitz in Hildesheim. Die Organisation wurde 1890 von Luise Cooper als Hildesheimer Missionshilfeverein gegründet und ist damit die älteste deutsche Blindenmission überhaupt.
Satzungszweck ist es, jungen blinden Menschen neben einer umfassenden Ausbildung ein Leben in christlicher Gemeinschaft zu ermöglichen. Die HBM betreibt zu diesem Zweck Blindenausbildungswerke und unterstützt augenärztliche Dienste in Südostasien, in den Ländern China, Hongkong, Taiwan, Indonesien, Philippinen und Birma/Myanmar.